# Parafia bł. Michała Kozala w Morągu
Parafia bł. Michała Kozala w Morągu – rzymskokatolicka parafia położona w diecezji elbląskiej, w dekanacie Morąg. Kościół parafialny został wybudowany w latach 1987–1989. Po szesnastu latach, 28 marca 2005, wybuchł pożar i świątynia uległa zniszczeniu. Szybko przystąpiono do jej odbudowy.
Proboszczem parafii od 1 września 2018 jest ks. mgr lic. Dariusz Piórowski.